# Dendronephthya divaricata
Dendronephthya divaricata is een zachte koraalsoort uit de familie Nephtheidae. De koraalsoort komt uit het geslacht Dendronephthya. Dendronephthya divaricata werd in 1862 voor het eerst wetenschappelijk beschreven door Gray. 